# Djibrill Bassolé
Djibrill Yipènè Bassolé, né le 30 novembre 1957 à Nouna (Burkina Faso), est un officier des forces armées du Burkina Faso et homme politique burkinabè. Il est connu pour sa participation à la résolution de plusieurs conflits en Afrique. Il a représenté le Burkina Faso à l’international non seulement en tant que ministre des Affaires étrangères burkinabè, mais également pour le compte de l’ONU et de l’Union africaine. Il est envoyé spécial de l'Organisation de la coopération islamique (OCI) pour la paix au Sahel.

## Biographie
Il est du 11 janvier 1999 au 12 janvier 2000, vice-ministre de la Sécurité, il devient ministre de la Sécurité le 12 novembre 2000 jusqu'à sa nomination aux Affaires étrangères le 11 juin 2007.
Le secrétaire général de l'ONU, Ban Ki-Moon et l’Union africaine ont désigné Djibrill Bassolé conjointement en juin 2008 pour être le médiateur du conflit au Darfour (Soudan). Il réussit à obtenir la signature d’un accord de paix le 14 juillet 2011 à Doha au Qatar.
Le 29 septembre 2015, il est arrêté par la gendarmerie, étant accusé, dans les suites du putsch du 17 septembre 2015 par Gilbert Diendéré, de perturber le retour du régime de transition. Le 6 octobre, il est mis en examen tout comme Gilbert Diendéré pour « attentat à la sûreté de l'État » bien que le général Diendéré ait affirmé que Djibrill Bassolé n'était pas complice du coup d'État. Selon son avocat, Me Alexandre Varaut, interrogé le 5 novembre 2015 par RFI : « Il y a effectivement des gens qui ont des responsabilités dans ce putsch. Pas M. Bassolé. M. Bassolé ne l’a pas préparé, ne l’a pas dirigé. Il n’a joué strictement aucun rôle. Dans le dossier on ne trouve rien qui puisse soutenir une accusation contre lui. L’accusation est fondée sur des rumeurs qu’on trouve parfois dans les journaux, mais pas dans le dossier. Nous demandons que M. Bassolé soit entendu par ses juges et qu’on lui oppose les charges qui existeraient contre lui ». Il est soupçonné d'avoir tenu une conversation téléphonique avec Guillaume Soro lié à ce putsch.
Son procès débute le 27 février 2018, en compagnie de 83 coaccusés, dont Gilbert Diendéré. Le procès est néanmoins immédiatement ajourné de deux jours, après le placement par Diendéré des généraux susceptibles d'être tirés au sort comme assesseurs, dans sa liste de témoins. En septembre 2019, Bassolé est reconnu coupable de « trahison » et condamné à 10 ans de prison ferme,.
Le 28 janvier 2020, Djibrill Bassolé quitte Ouagadougou. Très affaibli par un cancer, Bassolé est autorisé à quitter le Burkina Faso pour venir se soigner à Paris, et ce en échange d’une caution de 30 millions de francs CFA.
Après la mort du président tchadien Idriss Déby et le coup d'État de son fils Mahamat Idriss Déby en 2021, le Qatar assure une médiation politique et diplomatique entre les autorités militaires tchadiennes et les groupes politiques et militaires opposés au gouvernement pour que ces derniers participent au dialogue national inclusif souverain (DNIS) organisé par la junte. Djibrill Bassolé est nommé « facilitateur » dans la crise tchadienne par le Qatar (conjointement avec le Mauritanien Moustapha Ould Limam Chafi, le Qatari Bin Ahmed Al Misnad et les Tchadiens Cherif Mahamat Zene ministre des Affaires étrangères, l’ancien ministre Allamine Bourma, Mahamat Ramadan Erdebou, le ministre Limane Mahamat, le colonel Ahmad Issakha Diar, et quelques généraux de l’armée Tchadienne.
Il est l'un des premiers généraux de la gendarmerie.